# Attaque du Sud Darfour en 2020
L'attaque du Sud Darfour en 2020 est une série de fusillades de masse ayant lieu au Darfour au Soudan en juillet 2020 opposant les tribus nomades arabes et agriculteurs issus de tribus africaines de la région. 

## Contexte
La guerre du Darfour, qui a éclaté en 2003 entre le régime à majorité arabe d'Omar el-Béchir et des insurgés issus de minorités ethniques s'estimant marginalisées, a fait des centaines de milliers de morts et des millions de déplacés.  
À la fin des années 2010, il a baissé en intensité et, en 2019, l'autocrate Omar el-Béchir a été renversé par la Révolution soudanaise. Le nouveau gouvernement, issu d'un accord entre militaires et meneurs de la contestation, a entamé en octobre 2019 des pourparlers pour un accord de paix avec des groupes rebelles et ainsi mettre un terme aux conflits dans les régions du Darfour, du Kordofan-Sud et du Nil Bleu. Mais, une violence endémique persiste en raison des conflits relatifs à la terre, selon Adam Mohammad, expert de la région. 
« La question de la terre (et de l'eau) est l'une des causes du conflit et elle demeure, car, durant la guerre, les paysans ont fui leurs terres et leurs villages pour aller dans des camps et des nomades les ont remplacés et s'y sont installés ».

## Attaques
Le 12 juillet 2020, au moins 9 personnes ont été tuées et 20 blessées dans une attaque armée contre des manifestants menée par des miliciens armés non identifiés à moto, à dos de chameau et à cheval dans un camp de déplacés de la localité de Kutum, de la région de Fata Bornodans dans le Darfour du Nord. Le gouvernement, en réaction, a décidé d'imposer un état d'urgence dans tout l'État. Les témoins ont en outre déclaré que les milices avaient utilisé des armes légères et lourdes et pillé le marché de la ville après le retrait des forces de police.
Le 23 juillet 2020, au moins 20 paysans ont été tués dans un village du Darfour du Sud par des hommes armés, alors qu'ils revenaient sur leurs champs après plus de quinze ans d'absence, selon un chef de tribu locale.
Le 24 juillet 2020, environ 500 hommes armés ont pris d'assaut le village de Mastari  de la communauté Masalit au Darfour-Occidental, à 48 km de la capitale provinciale d'Al-Genaïna, au Soudan, selon des chefs tribaux locaux. L'attaque, qui a duré 9 heures, a fait plus de 60 morts et 54 autres ont été blessées.
« Il s'agit du dernier d'une série de sept incidents violents entre le 19 et 26 juillet, laissant des dizaines de morts et de blessés et qui se sont traduits par des villages et des maisons brûlés ainsi que des marchés et des magasins endommagés » dans cet État, a précisé l'Organisation des Nations unies.
Les milices arabes soutenues par l'ancien dictateur sont mises en cause par les experts. Le Premier ministre soudanais Abdallah Hamdok a déclaré que les forces armées soudanaises protégeraient les populations pendant la saison agricole.